# Megastygonitocrella ljovuschkini
Megastygonitocrella ljovuschkini is een eenoogkreeftjessoort uit de familie van de Ameiridae. De wetenschappelijke naam van de soort is voor het eerst geldig gepubliceerd in 1971 door Borutsky.